# Zdena Zábranská
Zdena Zábranská (1. září 1940 Uherské Hradiště – 21. září 2022) byla česká básnířka, překladatelka a redaktorka.

## Život
Vystudovala bohemistiku a francouzštinu na filozofické fakultě Univerzity Jana Evangelisty Purkyně v Brně. V letech 1963–1966 učila na gymnáziu ve Slavkově u Brna. V letech 1966–1996 byla redaktorkou brněnského nakladatelví Blok, kde se zasloužila o vydávání díla Oldřicha Mikuláška, Jana Skácela a Bohuslava Reynka. Psala básně a překládala francouzskou poezii. Od roku 1969 byla členkou uměleckého spolku Sdružení Q. V 70. letech přispěla do samizdatovývh sborníků vydávaných Ludvíkem Kunderou.

## Dílo
Básnické sbírky:
- Ani popel, 1965
- Úmluva, 1968
- Kytice z ještěrek, 1974
- Portrét mladé ženy, 1982
- Sněhový úl, 1986
- Nesnadnost, 2010